# Hrabstwo Christian (Illinois)

Piramida wieku hrabstwa

Hrabstwo Christian – hrabstwo w USA, w stanie Illinois, według spisu z 2000 roku liczba ludności wynosiła 35 372. Siedzibą hrabstwa jest Taylorville. 

## Historia
Hrabstwo Christian powstało w 1839 z czterech sąsiednich hrabstw:  Macon, Shalby, Montgomery i Sangamon. 
Pierwotnie Hrabstwo Christian nazywało się Hrabstwo Dane, lecz nazwę zmieniono w 1840 roku, kiedy przemianowano nazwę Hrabstwa Christian w Kentucky, na cześć Williama Christiana weterana Wojny o niepodległość, zabitego przez tubylczych Indian w południowej Indianie w 1786.

## Geografia
Według spisu hrabstwo zajmuje powierzchnię 1 854 km², z czego 1 836 km² stanowią lądy, a 17 km² (0,07%) – wody.

### Sąsiednie hrabstwa
- Hrabstwo Macon – północny wschód
- Hrabstwo Shelby – południowy wschód
- Hrabstwo Montgomery – południowy zachód
- Hrabstwo Sangamon – północny zachód

## Demografia
Według spisu z 2000 roku hrabstwo zamieszkuje 35 372, które tworzą 13 921 gospodarstw domowych oraz 9 480 rodzin. Gęstość zaludnienia wynosi 19 osób/km². Na terenie hrabstwa jest 14 992 budynków mieszkalnych o częstości występowania wynoszącej 8 budynków/km². Hrabstwo zamieszkuje 96,34% ludności białej, 2,14% ludności czarnej, 0,16% rdzennych mieszkańców Ameryki, 0,37% Azjatów, 0,03% mieszkańców wysp Pacyfiku, 0,47% ludności innej rasy oraz 0,48% ludności wywodzącej się z dwóch lub więcej ras, 0,98% ludności to Hiszpanie, Latynosi lub inni.
W hrabstwie znajduje się 13 921 gospodarstw domowych, w których 30,40% stanowią dzieci poniżej 18. roku życia mieszkające z rodzicami, 55,30% małżeństwa mieszkające wspólnie, 9,10% stanowią samotne matki oraz 31,90% to osoby nieposiadające rodziny. 28,40% wszystkich gospodarstw domowych składa się z jednej osoby oraz 14,70% żyję samotnie i ma powyżej 65. roku życia. Średnia wielkość gospodarstwa domowego wynosi 2,41 osoby, a rodziny wynosi 2,94 osoby.
Przedział wiekowy populacji hrabstwa kształtuje się następująco: 24,10% osób poniżej 18. roku życia, 7,60% pomiędzy 18. a 24. rokiem życia, 28,10% pomiędzy 25. a 44. rokiem życia, 23,00% pomiędzy 45. a 64. rokiem życia oraz 17,20% osób powyżej 65. roku życia. Średni wiek populacji wynosi 39 lat. Na każde 100 kobiet przypada 99,60 mężczyzn. Na każde 100 kobiet powyżej 18. roku życia przypada 97,30 mężczyzn.
Średni dochód dla gospodarstwa domowego wynosi 36 561 dolarów, a średni dochód dla rodziny wynosi 43 342 dolarów. Mężczyźni osiągają średni dochód w wysokości 32 344 dolarów, a kobiety 22 522 dolarów. Średni dochód na osobę w hrabstwie wynosi 17 937 dolarów. Około 6,50% rodzin oraz 9,50% ludności żyje poniżej minimum socjalnego, z tego 13,40% poniżej 18. roku życia oraz 10,20% powyżej 65. roku życia.

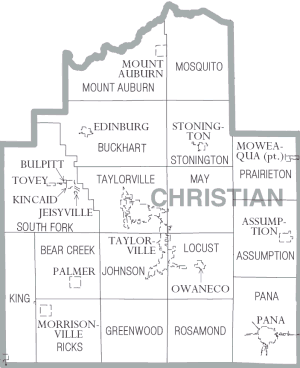
Mapa hrabstwa Christian w Illinois

## Miasta
- Assumption
- Pana
- Taylorville
- Langleyville (CDP)

## Wsie
- Bulpitt
- Edinburg
- Jeisyville
- Kincaid
- Morrisonville
- Mount Auburn
- Owaneco
- Palmer
- Stonington
- Tovey